# Maison Les Aulnois
La Maison des Aulnes située à Pierry (Marne), sur la route du Champagne est une demeure de riche exploitant de champagne.

## Historique
Le château « Les Aulnois » a été reconstruit en 1780 face à l'église de Pierry. C'est un magnifique exemple de maison de riche viticulteur champenois. Inscrit à l'inventaire supplémentaires des monuments historiques, son salon octogonal classé est tapissé de papiers peints à la main, provenant certainement des fameux ateliers de Mulhouse, représentant des scènes mythologiques tirées des Métamorphoses d'Ovide, conservés dans un parfait état depuis l'empire napoléonien. Son remarquable jardin à la française, inscrit le 1er septembre 1986, est borné de Taxus taillés géométriquement, lui confère un écrin splendide et un équilibre qui en fait l'une des plus belles propriétés de la Marne. Dans une annexe de la cour d'honneur trône un monumental pressoir en bois.
La Maison Les Aulnois appartient à Champagne Henriot.

## Images

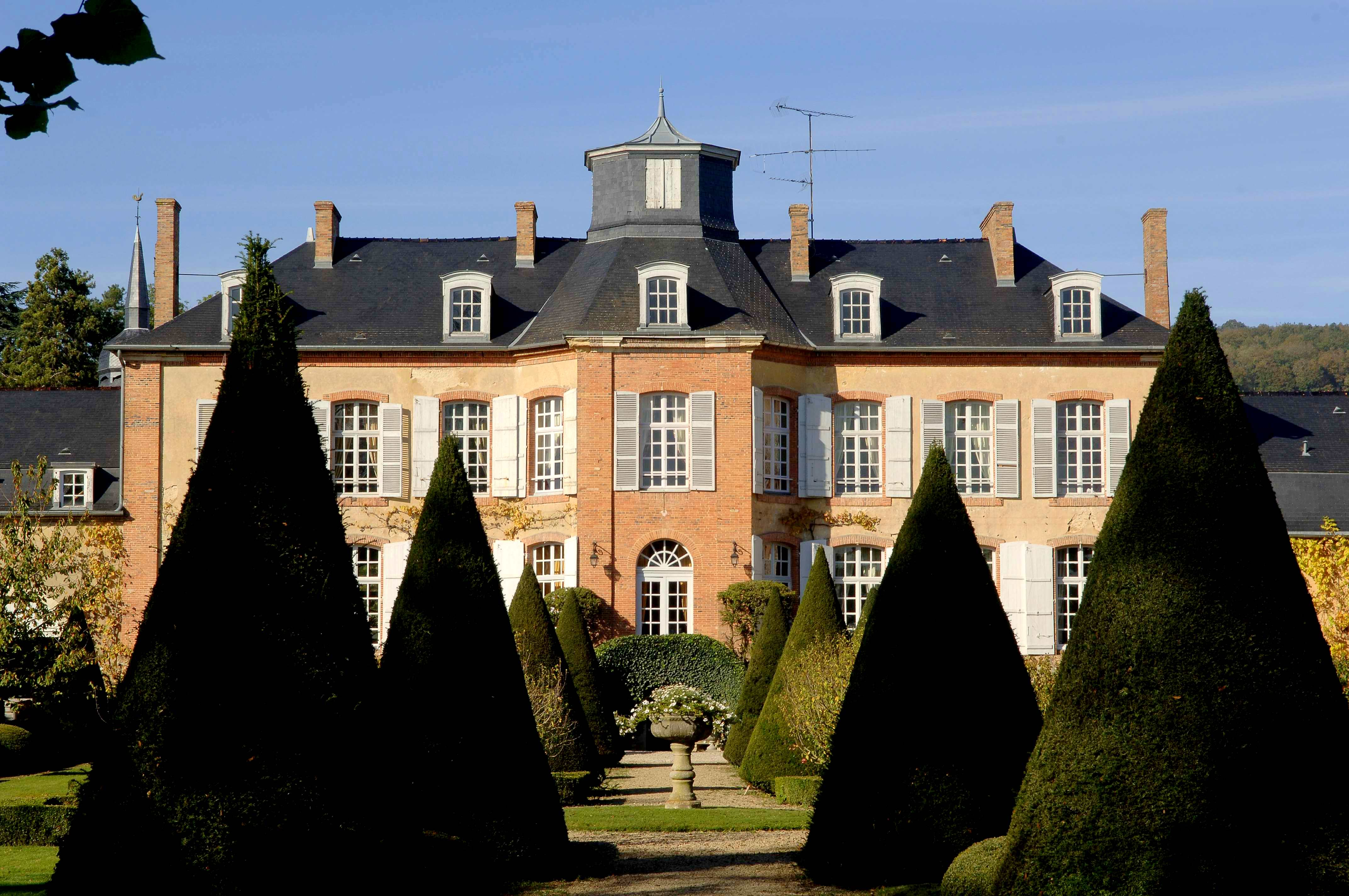
Sur parc.
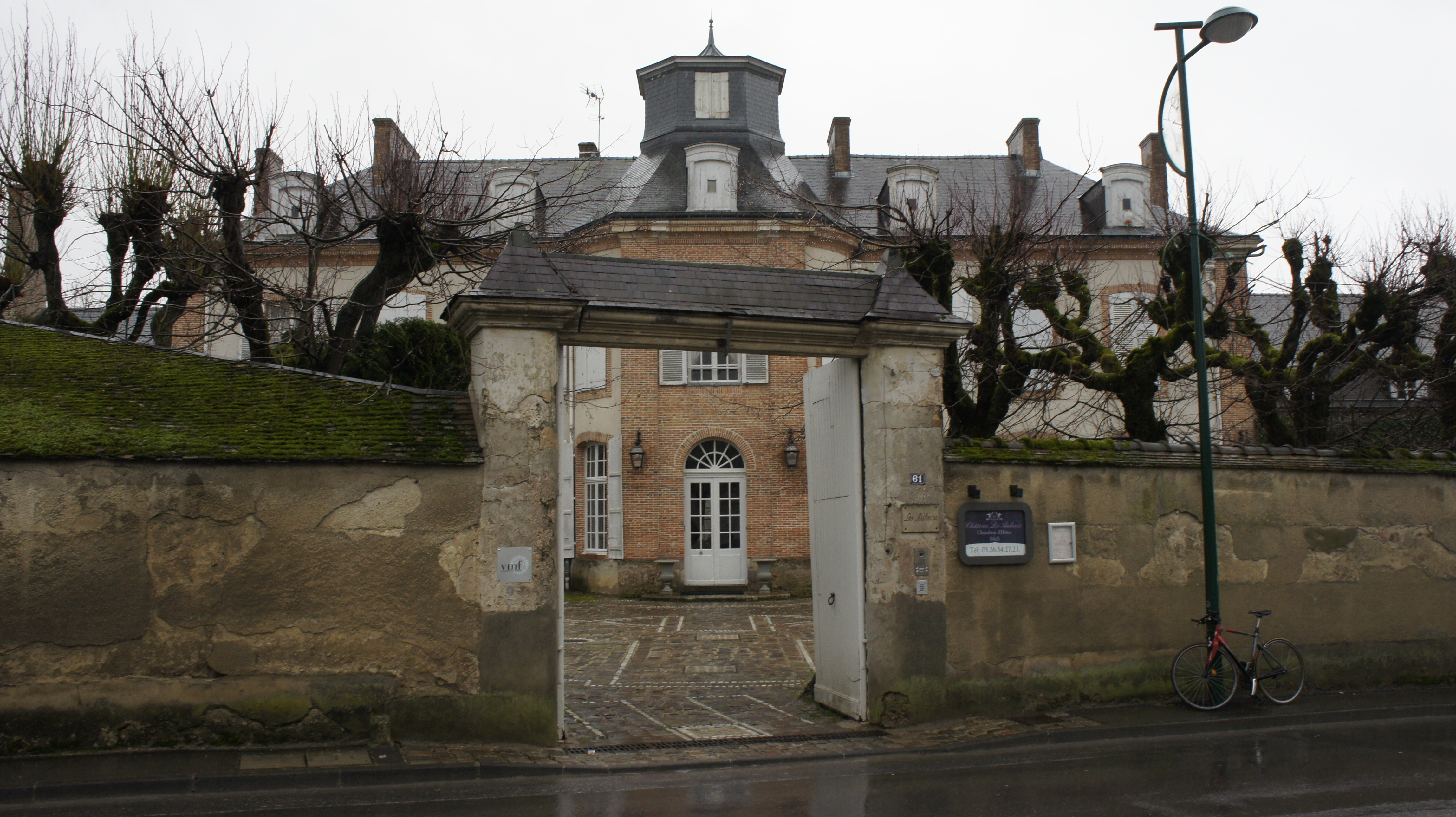
Façade sur rue.